# Station Poznań Franowo
Station Poznań Franowo is een spoorwegstation in de Poolse plaats Poznań.